# Liste der Baudenkmäler in Herrig
Die Liste der Baudenkmäler in Herrig enthält die denkmalgeschützten Bauwerke auf dem Gebiet von Erftstadt-Herrig in Nordrhein-Westfalen (Stand: Juni 2024). Diese Baudenkmäler sind in der Denkmalliste der Stadt Erftstadt eingetragen; Grundlage für die Aufnahme ist das Denkmalschutzgesetz Nordrhein-Westfalen (DSchG NRW).

## Baudenkmäler
Die Liste der Baudenkmäler enthält Sakralbauten, Wohn- und Fachwerkhäuser, historische Gutshöfe und Adelsbauten, Industrieanlagen, Wegekreuze und andere Kleindenkmäler sowie Grabmale und Grabstätten, die eine besondere Bedeutung für die Geschichte Erftstadts haben.
Hinweis: Die Reihenfolge der Denkmäler in dieser Liste entspricht der offiziellen Liste und ist nach Bezeichnung, Ortsteilen und Straßen sortierbar.
| Bild                                       | Bezeichnung                                | Lage                                | Beschreibung | Bauzeit                                            | Eingetragen seit | Denkmal- nummer |
| ------------------------------------------ | ------------------------------------------ | ----------------------------------- | --- | -------------------------------------------------- | ---------------- | --------------- |
| Bildstock                                  | Bildstock                                  | Am Marienkreuz                      | Die vier Seiten des Bildstockes, bei denen die Eckpfeiler aus Backstein die weiß verputzten Innenflächen begrenzen, sind gleich gestaltet. In jeder Seite befindet sich eine rundbogige vergitterte Nische. Ein umlaufendes Gesims unter den Backsteingiebeln des viergiebligen Daches verbindet die Seiten. | 19. Jh.                                            | 27.03.1990       | 120             |
| Kriegerdenkmal                             | Kriegerdenkmal                             | Rektor-Meller-Straße                | Auf einem Sockel steht ein rechteckiger Aufsatz mit der Inschrift, darauf ein Adler. Die Inschrift: Den Gefallenen zum Gedächtnis 1914–1918, darunter die Namen der Gefallenen des Ersten und Zweiten Weltkrieges. | 1914–18                                            | 06.12.1990       | 144             |
| Ehemaliges Herrenhaus                      | Ehemaliges Herrenhaus                      | Fliederweg 1                        | Der Zugang zum Wohnhaus am Fliederweg ist durch ein schmiedeeisernes in einer Backsteinmauer eingelassenes Tor verschlossen. Das Wohnhaus wurde im neubarocken Stil um 1910 errichtet. Das Mansarddach ist wie die Dachgauben mit Schiefer gedeckt. Ein Geschosstrennungsgesims verläuft zwischen Erd- und Obergeschoss. Alle Fenster sind mit Fensterläden versehen. Der Hauseingang liegt auf der Gartenseite unter einem von Säulen getragenen überdachten ebenfalls mit Schiefer gedeckten Vorbau. | 1910                                               | 26.11.1991       | 168             |
| Hofanlage Domhof                           | Hofanlage Domhof                           | St.-Clemens-Straße 1                | Die Gebäude der Hofanlage entstanden in verschiedenen Bauzeiten. Das Wohnhaus besteht aus einem älteren zweigeschossigen Backsteingebäude mit integrierter korbbogiger Durchfahrt. Über der Tordurchfahrt befindet sich ein Wappenstein mit dem Kreuz des Kölner Domstiftes. Darüber wurde ein Glockengiebel errichtet. Die Entstehung dieses Gebäudes im Jahre 1769 ist durch Ankerzahlen datiert. An dieses ältere Wohnhaus schließt sich zweigeschossiges Wohngebäude mit Krüppelwalmdach aus dem Jahr 1900 an. Zur Straßenseite ist das Gebäude von zwei mit Schiefer gedeckten Wohnecktürmen flankiert. Der an das alte Wohnhaus anschließende Turm trägt eine achtseitige Haube, der auf der anderen Seite gelegene Turm eine vierseitige Haube. Die großen hochrechteckigen Fenster haben Werksteineinfassungen. Der abgesetzte Sockel, in dem die Kellerfenster frei liegen, ist verputzt. Die großen Backstein-Wirtschaftsgebäude, eine Scheune von 1864, die übrigen Gebäude überwiegend um 1900, ergänzen das Wohnhaus zum Vierkanthof. | 1769, 1900                                         | 02.11.1993       | 198             |
| Kirchhof / Sandsteinhochkreuz / Grabkreuze | Kirchhof / Sandsteinhochkreuz / Grabkreuze | St-Clemens-Straße bei 5             | Das Sandsteinhochkreuz des 18. Jahrhunderts besteht aus Sockel, gestuftem Schaft mit Sakramentskonsole und einem Kreuz mit Korpus. Auf dem Kirchhof sind noch 13 Grabkreuze, davon einige stark verwittert, aus der Zeit von 1663 bis 1705 erhalten. | Sandsteinkreuz 18. Jh., Grabsteine 17. und 18. Jh. | 13.02.1995       | 221             |
| 2-geschossiges Backsteinhaus               | 2-geschossiges Backsteinhaus               | St-Clemens-Straße 11                | Die Traufseite des zweigeschossigen Backsteinwohnhauses ist zum Innenhof ausgerichtet. Der Eingang befindet sich hofseitig in der Mitte des fünfachsigen Wohnhauses, dessen Fassade durch ein Geschosstrennungsgesims und eine gestufte Traufzone gegliedert ist. Ein an der Straße liegendes Gebäude mit Walmdach grenzt an die Giebelseite des Wohnhauses. Große Backsteinwirtschaftsgebäude ergänzen den Vierkanthof. | 1880                                               | 20.06.1995       | 232             |
| 2 Gebäude                                  | 2 Gebäude                                  | Rektor-Meller-Straße 5              | Die Gebäude des Vierkanthofes bestehen aus verschiedenen Bauzeiten. Zur Straße stehen begrenzt von einem kleinen Vorgarten zwei aneinander gebaute Wohnhäuser. Eines davon, ein ehemaliges Fachwerkhaus, ist verputzt. Das daneben stehende 2 ½ geschossige Backsteinwohnhaus mit Mansarddach wurde 1910 erbaut. Die Mitte wird durch zwei Lisenen und im Dachbereich durch einen Schweifgiebel betont. | 18. Jh. /1910                                      | 21.06.1995       | 233             |
| weitere Bilder                             | Pfarrkirche St. Clemens                    | St-Clemens-Straße 5                 | Die weiß verputzte Kirche mit vorgestelltem Westturm, der von zwei pultdachgedeckten Anbauten flankiert wird, wurde nach 1952 an Stelle der im Zweiten Weltkrieg stark beschädigten Kirche von 1893 erbaut. Die erhaltenen Reste der Vorgängerkirche, die Seitenwände des Mittelschiffes, wurden in den Neubau integriert. Das einschiffige Langhaus mit einem Sakristeianbau hat einen im Turm gelegenen Eingang. | 1952                                               | 10.11.1995       | 245             |
| Prozessionskreuz                           | Prozessionskreuz                           | Pingsheimer Straße bei Hausnummer 1 | Das Sandsteinkreuz besteht aus einem Sockel, einem hohen Schaft mit Sakramentskonsole und Muschelnische sowie einem Kreuz mit Korpus, darunter ein Totenkopf. | 18. Jh.                                            | 21.12.1995       | 251             |

## Belege
1. ↑  Denkmalliste der Stadt Erftstadt, übermittelt durch die Untere Denkmalbehörde Erftstadt
2. ↑   Frank Bartsch, Dieter Hoffsümmer, Hanna Stommel: Denkmäler in Erftstadt. Erftstadt 1998-2000. Kapitel 9.2 Herrig Domhof
3. ↑  Bernhard Wißmann: Alte christliche Grabmäler in Erftstadt (II.). In Jahrbuch der Stadt Erftstadt 1993/94. S. 38